# موش‌صاریغ پشمالوی تیت
موش‌صاریغ پشمالوی تیت (نام علمی: Marmosa paraguayanus) نام یک گونه از سرده موش‌صاریغ‌ها است.